# Агаджанян, Герасим Иванович
Герасим Иванович Агаджанян (арм. Գերասիմ Իվանի Աղաջանյան, 2 августа 1911, Елизаветполь, Кавказское наместничество — 13 апреля 1980, Ереван) — армянский советский врач-терапевт и организатор здравоохранения. Главный курортолог (1966—1979).

## Биография
В 1933 году окончил Ереванский медицинский институт и несколько лет отработал в клинических больницах Вардениса и Еревана. Затем его отправили в Киев, где он стажировался по кардиологии у В. Х. Василенко. В 1938 году перешёл в санаторий Арзни, возглавил отделение кардиологии.
Участник Великой Отечественной войны, майор, начальник полевого подвижного госпиталя.
После демобилизации в 1946 году был назначен главным врачом санатория «Арзни», затем начальником санаторно-курортного управления Министерства здравоохранения Армянской ССР, а в 1949 году — первым заместителем министра здравоохранения Армянской ССР.
В 1950—1960 годах был директором санатория «Джермук», в 1960—1979 годах — директором Научно-исследовательского института судебной и физиотерапии, в 1956—1966 годах — главный терапевт Министерства здравоохранения СССР, в 1966—1979 годах — главный куратор Министерства здравоохранения СССР. Вице-президент Научного общества физиотерапевтов.
Кандидат медицинских наук (1954, тема диссертации «Лечение больных с гепатитами и гепатохолециститами на бальнео-питьевом курорте Джермук и влияние его на некоторые показатели углеводного и пигментного обмена»). Доктор медицинских наук (1961, тема диссертации «Клиника и эффективность лечения хронических гепатитов на курорте Джермук»), профессор (1967).
Сын — Иван Герасимович Агаджанян (1939—2017), врач-уролог, впервые в Армении провёл операцию по трансплантации почки.

## Память

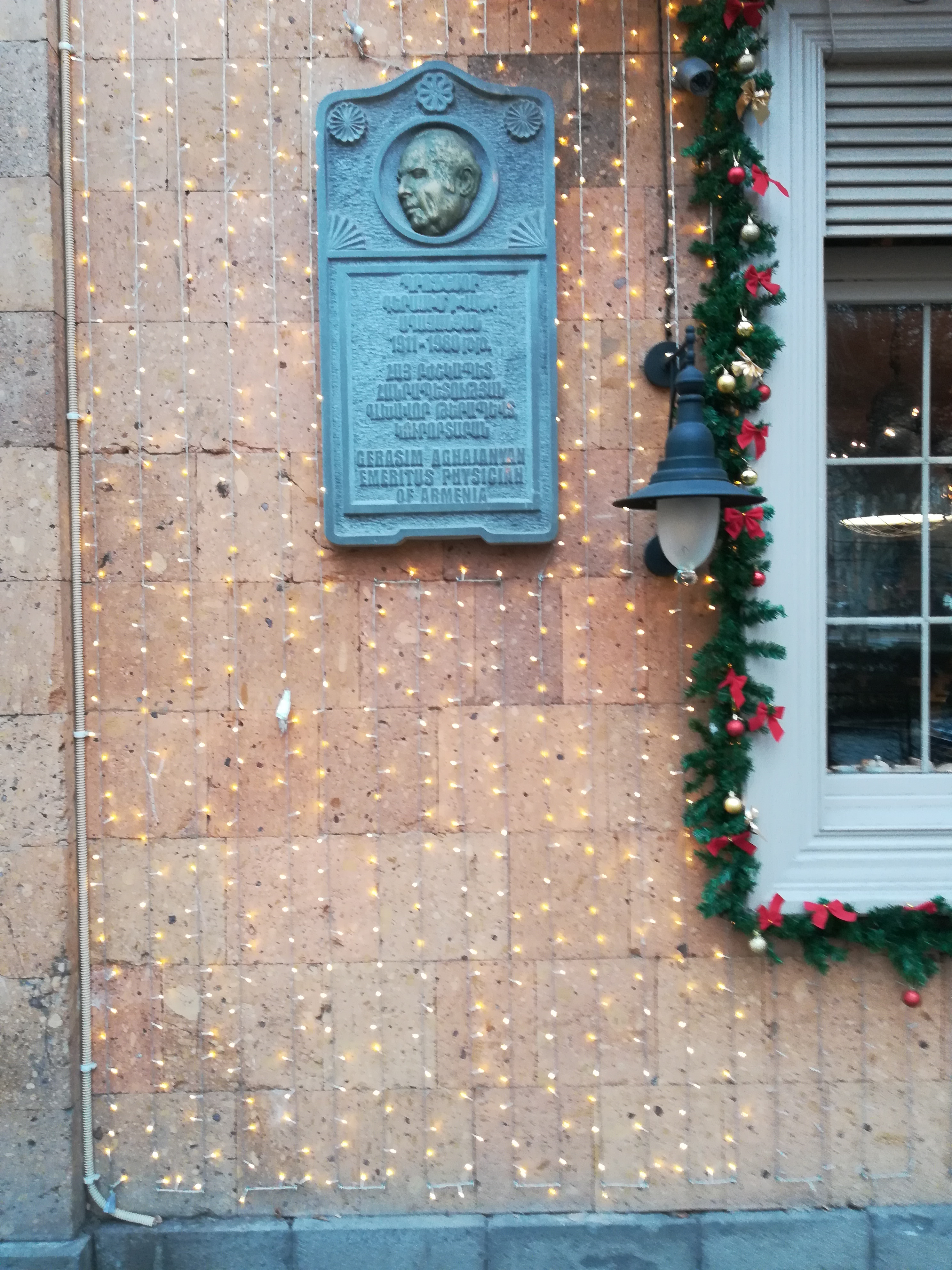
Мемориальная доска в Ереване. Ул. Таманяна, 1

Мемориальная доска в Ереване. Ул. Таманяна, 1.